# 艾梗乌塔木各河
艾梗乌塔木各河，位于中华人民共和国新疆维吾尔自治区若羌县南部羌塘高原地区的一条时令河，上游称黄沙河，发源于昆仑山主脊黄山口峰附近的埃里在列克柳山西南坡，先沿昆仑山主山脊由东向西流27千米，于牛岭山口附近转北流，约48千米后出山口，之后呈散流状向东北流20余千米汇入阿其克库勒湖，除洪水外，河流水量多以潜流形式不急湖泊西南侧湿地。河流全长96千米，流域面积2007平方千米，年均径流量约0.662亿立方米。流域内多荒山秃岭，植被稀少，生境恶劣，人烟罕至。